# Bloomeria humilis
Bloomeria humilis är en sparrisväxtart som beskrevs av Robert Francis Hoover. Bloomeria humilis ingår i släktet Bloomeria och familjen sparrisväxter. Inga underarter finns listade i Catalogue of Life.